# Richard Stehlík
Richard Stehlík (* 22. Juni 1984 in Skalica, Tschechoslowakei) ist ein ehemaliger slowakischer Eishockeyspieler, der zuletzt bis 2020 beim MHk 32 Liptovský Mikuláš in der slowakischen Extraliga unter Vertrag stand.

## Karriere
Richard Stehlík begann seine Karriere als Eishockeyspieler in seiner Heimatstadt in der Nachwuchsabteilung des HK 36 Skalica, für dessen Profimannschaft er von 2000 bis 2002 in der slowakischen Extraliga aktiv war. Anschließend spielte Verteidiger je ein Jahr lang in der kanadischen Juniorenliga QMJHL für die Castors de Sherbrooke, die ihn beim CHL Import Draft 2001 in der zweiten Runde an Gesamtposition 73 gezogen hatten, und nach deren Umsiedlung für deren Nachfolgeteam Lewiston MAINEiacs. In diesem Zeitraum wurde er im NHL Entry Draft 2003 in der dritten Runde als insgesamt 76. Spieler von den Nashville Predators ausgewählt. Zunächst kehrte er jedoch zur Saison 2004/05 in seine slowakische Heimat zurück, wo er die Spielzeit bei seinem Heimatverein aus Skalica in der Extraliga begann, ehe er sie beim Liga-Konkurrenten HC Dukla Trenčín beendete.

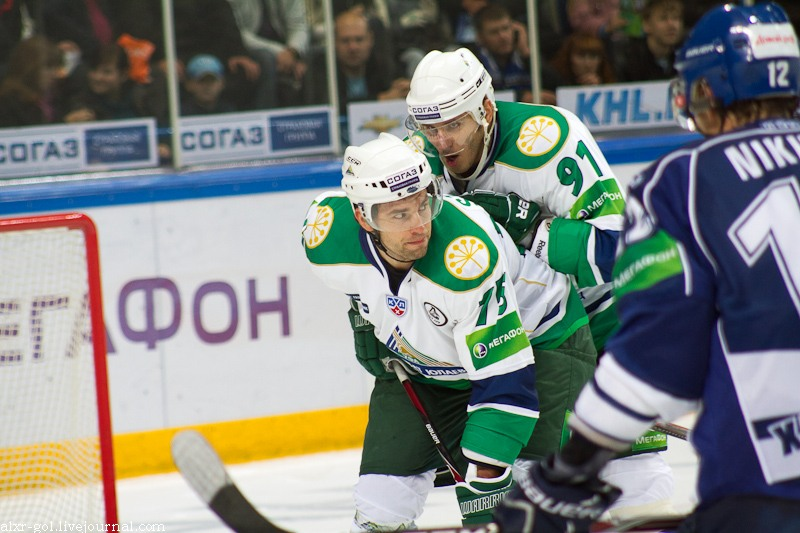
Richard Stehlík (li.) im Trikot von Salawat Julajew Ufa

Im Sommer 2005 erhielt Stehlík einen Vertrag beim HC Sparta Prag aus der tschechischen Extraliga. Mit dem Hauptstadtklub wurde er in den Spielzeiten 2005/06 und 2006/07 zwei Mal in Folge Tschechischer Meister. Anschließend wechselte er in die Organisation seines Draftteams Nashville Predators, in der er die folgende Spielzeit bei Nashvilles Farmteam Milwaukee Admirals in der American Hockey League begann. Nach nur 14 absolvierten Spielen entschloss er sich bereits zu einer Rückkehr zum HC Sparta Prag, mit dem er auf europäischer Ebene den zweiten Platz im IIHF European Champions Cup belegte. Von 2008 bis 2010 stand der Slowake für den HC Vítkovice Steel in Tschechien auf dem Eis. Mit der Mannschaft wurde er in der Saison 2009/10 Vizemeister. In der folgenden Spielzeit schloss sich der Linksschütze HC Kometa Brno an, mit dem ihm erst in der Relegation der Klassenerhalt gelang.
Zur Saison 2011/12 wurde Stehlík von Salawat Julajew Ufa aus der Kontinentalen Hockey-Liga verpflichtet. Für die Mannschaft erzielte er in 24 Spielen vier Tore und eine Vorlage, ehe sein Vertrag Ende Dezember 2011 vorzeitig aufgelöst wurde. Anfang Januar 2012 wurde Stehlík von Atlant Mytischtschi verpflichtet.
Ab Juli 2012 stand er bei MODO Hockey unter Vertrag, ehe er im Dezember des gleichen Jahres zum HC Vítkovice zurückkehrte.
Am 28. Januar 2016 wurde er vom österreichischen Klub Villacher SV als Ersatz für Matt Kelly verpflichtet und lief für die Villacher mit der Nummer 38 auf. Sein einziges Spiel für den neuen Verein bestritt er bereits am 29. Januar gegen die EC Graz 99ers, welches mit 3:2 gewonnen wurde. Anschließend nützte er eine Vertrags-Ausstiegsklausel, um zum tschechischen Extraligisten HC Oceláři Třinec zu wechseln. 2016 wechselte er zu Hämeenlinnan Pallokerho in die finnische Liiga, kehrte aber bereits nach fünf Spielen in seine Heimat zurück, wo er die Spielzeit beim MHk 32 Liptovský Mikuláš in der slowakischen Extraliga beendete. 2017 unternahm er einen erneuten Anlauf im Ausland und schloss sich Rouen Hockey Élite 76 aus der Ligue Magnus an. Mit dem Team aus der Normandie wurde er 2018 französischer Meister. Nach einem Jahr der Vereinslosigkeit, kehrte er 2019 nach Liptovský Mikuláš zurück, wo er 2020 seine Karriere beendete.

### International
Für die Slowakei nahm Stehlík im Juniorenbereich an den U18-Junioren-Weltmeisterschaften 2001 und 2002 sowie den U20-Junioren-Weltmeisterschaften 2002, 2003 und 2004 teil.
Im Seniorenbereich stand er im Aufgebot seines Landes bei den Weltmeisterschaften 2006 und 2007.

## Erfolge und Auszeichnungen
- 2003 CHL Top Prospects Game
- 2006 Tschechischer Meister mit dem HC Sparta Prag
- 2007 Tschechischer Meister mit dem HC Sparta Prag
- 2011 Meiste Tore eines Verteidigers der Extraliga
- 2018 Französischer Meister mit Rouen Hockey Élite 76

### International
- 2002 All-Star Team der U18-Junioren-Weltmeisterschaft

## Statistik
(Stand: Ende der Saison 2019/20)